# Tigre Celta

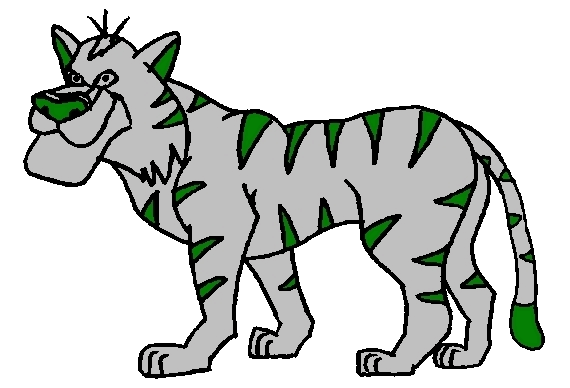
Caricatura del Tigre Celta. Los medios de comunicación irlandeses utilizan imágenes de tigres con rayas verdes para simbolizar, a veces de modo cómico, al Tigre Celta.

El Tigre Celta (en irlandés: "Tíogar Ceilteach", en inglés: "The Celtic Tiger") es un apodo de la República de Irlanda relativo al rápido crecimiento económico que experimentó durante los años noventa hasta 2001 o 2002. En sentido estricto, la expresión se utiliza tanto para el período (los años del Tigre Celta) y para el país durante ese periodo. Más recientemente ha aparecido en los medios la expresión Tigre Celta 2 (Celtic Tiger 2), que se utiliza desde 2004, año en el que el PIB del país creció un 5% a pesar de la recesión en el resto de Europa, convirtiendo al PIB per cápita de la República de Irlanda en el segundo más elevado de la Unión Europea.
La expresión Celtic Tiger fue utilizada por vez primera en un informe de Morgan Stanley de agosto de 1994. Suponía una analogía con el apodo "los Tigres Asiáticos" (a veces llamados también "dragones") que se aplicaba a Corea del Sur, Singapur, Hong Kong, Taiwán y otros países de Asia Oriental durante su periodo de crecimiento acelerado en los años ochenta y noventa. A la economía del Tigre Celta también se la conoce como el Boom o el milagro económico irlandés. 

## El Tigre Celta (1996-2001)
El primer período de Tigre Celta se produjo a finales de los años noventa y duró hasta la recesión económica mundial de 2001. Entre 1991 y 2003 la economía irlandesa creció a un ritmo promedio anual del 6,8%, aumentando el nivel de vida irlandés de modo espectacular hasta el punto de sobrepasar el de muchos estados del resto de Europa Occidental. El punto de mayor crecimiento fue 1999, año en que el PIB creció el 11,1%, tras subidas del 8,7% y el 10,8% en 1998 y 1997 respectivamente. A pesar de este pico en el nivel de crecimiento continuado, la economía siguió creciendo alrededor de un 6% en 2001, 2002 y 2003.